# Geniji ali genijalci
Geniji ali genijalci (kasneje znano kot Geniji in genijalci) je slovenska mladinska humoristična TV nadaljevanka, posneta po romanu Geniji v kratkih hlačah pisatelja Slavka Pregla. Predvajala se je ob nedeljah ob 20.00 na prvem programu TV Ljubljana, med 24. februarjem in 14. aprilom 1985.
Govori o nastajanju šolskega časopisa Koraki na eni izmed ljubljanskih gimnazij.

## Epizode
| Št. | Naslov                   | Datum predvajanja |
| --- | ------------------------ | ----------------- |
| 1.  | Šola je drugi dom        | 24. februar 1985  |
| 2.  | Družina in otrok         | 3. marec 1985     |
| 3.  | Osebne težave            | 10. marec 1985    |
| 4.  | Prva številka            | 17. marec 1985    |
| 5.  | Maščevanje               | 24. marec 1985    |
| 6.  | Živa naj vsi narodi      | 31. marec 1985    |
| 7.  | Usmerjeni in neusmerjeni | 7. april 1985     |
| 8.  | Dolga je pot             | 14. april 1985    |

## Produkcija
Jeseni leta 1977 so se začele predpriprave delovne skupine. Snemati so začeli jeseni leta 1978 pri Viba filmu po naročilu mladinske redakcije ljubljanske televizije. Režiser je bil Beograjčan Vuk Babić. Takrat so načrtovali sedem delov. Sodelovala je Kulturna skupnost Slovenije.

### Zapleti
Leta 1981 je bil material star že več kot leto dni in še ni bil zmontiran. Tistega leta je TV Ljubljana z Vibo podpisala dogovor, da prevzame material in dokonča projekt. Decembra 1981 je odbor sklenil izvršnemu odboru KSS predlagati odobritev brezobrestnega posojila 1.618.780 dinarjev za ta namen. Zaključek so načrtovali za konec maja 1982, predvajanje pa za jesen tega leta.
Jonas Žnidaršič, ki je za serijo snemal leta 1979 kot debitant skupaj z Draganom Živadinovom in Alešem Verbičem, je omenil govorice o sporu med režiserjem in nacionalko med postprodukcijo, ki naj bi bil razlog za šestletni odlog.

## Ustvarjalci o nadaljevanki
Jože Vozny je ob premieri zapisal, da je humorna in zabavna ter deloma satirična naravnanost serije uperjena proti negativnostim našega vsakdana, saj da želijo mlade gledalce opozoriti, naj aktivno uporabljajo zavestno selekcijo za odpor proti banalnostim in duhovni devalvaciji človeka.

## Kritike
Viktor Konjar (Delo) je serijo raztrgal kot zmedeno kašo brez jasnega sporočila in enega najhujših televizijskih spačkov. Svojo gledalsko izkušnjo je opisal kot mučno in ob koncu je začutil olajšanje. Zdelo se mu je, da nimajo česa povedati, pa na silo nategujejo minutažo. Končni epizodi, ko časopis dobi nagrado in gredo po Sloveniji, je očital odsotnost repa in glave ter kakršnekoli poante. Ni maral nastopov dijakov naturščikov, ker so bili ob pomanjkanju režiserskega vodenja obupano diletantski.

## Zasedba
- Bert Sotlar: ravnatelj[6]
- Marjeta Gregorač[2]
- Milena Zupančič[2]
- Rudi Kosmač[2]
- Marko Simčič[2]
- Jurij Souček[2]
- Saša Pavček: Pesnica[7]
- Duša Počkaj (I–IV)[8]
- Iva Zupančič[9]

## Ekipa
- režija: Vuk Babić in Jože Vozny[9]
- scenarij: Slavko Pregl[2]
- glasba: Bojan Adamič[10] (skladba: Vlado Kreslin - "Kakšen dan" (B. Adamič - M. Jesih))